# Tom Baker (piłkarz)
Thomas George Baker (ur. 6 kwietnia 1936 w Maerdy, zm. 23 kwietnia 2024) – walijski piłkarz występujący na pozycji pomocnika. 

## Kariera klubowa
W swojej karierze Baker reprezentował barwy zespołów Plymouth Argyle, Shrewsbury Town oraz Barry Town.

## Kariera reprezentacyjna
W 1958 roku Baker został powołany do reprezentacji Walii na mistrzostwa świata. Nie zagrał jednak na nich ani razu, a Walia odpadła z turnieju w ćwierćfinale. W drużynie narodowej nie rozegrał żadnego spotkania.